# Man of Peace
Man of Peace – piosenka skomponowana przez Boba Dylana, nagrana przez niego w kwietniu 1983 r., wydana na albumie Infidels w listopadzie 1983 r.

## Historia i charakter utworu
Utwór ten został nagrany w studiu A Power Plant w Nowym Jorku 14 kwietnia 1983 r. Była to czwarta sesja nagraniowa tego albumu. Producentem sesji byli Mark Knopfler i Bob Dylan.
Jedyna piosenka z albumu Infidels, która bezpośrednio nawiązuje do tria albumów z okresu chrześcijańskiego. Ton utworu jest kaznodziejski i apokaliptyczny..
W piosence tej Dylan ostrzega przez Szatanem, który nosi różne maski: złodzieja, dowcipnisia, miejscowego kapłana, komendanta policji i samego Führera.
Utwór ten ma charakter bluesowy.
Dylan zaczął wykonywać ten utwór na koncertach już w 1984 r. Następnie wykonywał go podczas tournée z Tomem Pettym and the Heartbreakers. Sięgnął po niego także w czasie Never Ending Tour.

## Muzycy
- Bob Dylan – wokal, harmonijka, keyboard, gitara
- Mark Knopfler – gitara
- Mick Taylor – gitara; (wersja 6, ovedubbing 10 maja 1983)
- Alan Clark – instrumenty klawiszowe
- Robbie Shakespeare – gitara basowa
- Sly Dunbar – perkusja

## Dyskografia
Albumy
- Infidels (1983)
- Bob Dylan i the Grateful Dead – Postcards of the Hanging: Grateful Dead Perform the Songs of Bob Dylan (2002) (utwór nagrany w 1987 r.

## Wykonania piosenki przez innych artystów
- Zimmermen - After the Ambulances Go (1998)
- Holmes Brothers – Speaking in Tongues (2001)